# 4 Heures du Mugello 2024
Les 4 Heures du Mugello 2024, disputées le 7 juillet 2024 sur le Circuit du Mugello, sont la première édition de cette course et la cinquième manche de l'European Le Mans Series 2024.

## Essais libres
- Seule la voiture la plus rapide de chaque catégorie est présentée.

| Essai libre 1 | Classe      | No. | Écurie             | Temps          |
| ------------- | ----------- | --- | ------------------ | -------------- |
| Essai libre 1 | LMP2        | 65  | Panis Racing       | 1 min 34 s 687 |
| Essai libre 1 | LMP2 Pro/Am | 20  | Algarve Pro Racing | 1 min 35 s 218 |
| Essai libre 1 | LMP3        | 17  | COOL Racing        | 1 min 42 s 337 |
| Essai libre 1 | LMGT3       | 57  | Kessel Racing      | 1 min 46 s 583 |
| Essai libre 2 | LMP2        | 9   | Iron Lynx – Proton | 1 min 33 s 803 |
| Essai libre 2 | LMP2 Pro/Am | 24  | Nielsen Racing     | 1 min 34 s 699 |
| Essai libre 2 | LMP3        | 8   | Team Virage        | 1 min 44 s 215 |
| Essai libre 2 | LMGT3       | 55  | Spirit of Race     | 1 min 46 s 903 |
| Sources,:     |             |     |                    |                |

## Qualifications
| Pos. | Classe      | N° | Écurie                    | Pilote                     | Temps    | Écart   | Grille |
| 1    | LMP2        | 9  | Iron Lynx – Proton        | Matteo Cairoli             | 1:32.829 | —       | 1      |
| 2    | LMP2        | 65 | Panis Racing              | Charles Milesi             | 1:32.866 | +0,037  | 2      |
| 3    | LMP2        | 25 | Algarve Pro Racing        | Alexander Lynn             | 1:33.054 | +0,225  | 3      |
| 4    | LMP2        | 34 | Inter Europol Competition | Oliver Gray                | 1:33.302 | +0,473  | 4      |
| 5    | LMP2        | 28 | IDEC Sport                | Reshad de Gerus            | 1:33.309 | +0,480  | 5      |
| 6    | LMP2        | 14 | AO par TF                 | Louis Delétraz             | 1:33.312 | +0,483  | 6      |
| 7    | LMP2        | 37 | COOL Racing               | Malthe Jakobsen            | 1:33.497 | +0,668  | 7      |
| 8    | LMP2        | 22 | United Autosports         | Benjamin Hanley            | 1:33.674 | +0,845  | 8      |
| 9    | LMP2        | 43 | Inter Europol Competition | Tom Dillmann               | 1:33.859 | +1,030  | 9      |
| 10   | LMP2        | 47 | COOL Racing               | Ferdinand Habsburg         | 1:33.889 | +1,060  | 10     |
| 11   | LMP2        | 27 | Nielsen Racing            | William Stevens            | 1:34.407 | +1,578  | 11     |
| 12   | LMP2        | 30 | Duqueine Team             | James Allen                | 1:35.466 | +2,637  | 12     |
| 13   | LMP2 Pro/Am | 77 | Proton Competition        | Giorgio Roda               | 1:35.840 | +3,011  | 15     |
| 14   | LMP2 Pro/Am | 29 | Richard Mille par TDS     | Rodrigo Sales              | 1:36.171 | +3,342  | 16     |
| 15   | LMP2 Pro/Am | 24 | Nielsen Racing            | John Falb                  | 1:36.861 | +4,032  | 17     |
| 16   | LMP2 Pro/Am | 19 | Team Virage               | Georgios Kolovos           | 1:37.654 | +4,825  | 20     |
| 17   | LMP2 Pro/Am | 21 | United Autosports         | Daniel Schneider           | 1:38.540 | +5,711  | 18     |
| 18   | LMP2 Pro/Am | 83 | AF Corse                  | François Perrodo           | 1:39.008 | +6,179  | 19     |
| 19   | LMP2 Pro/Am | 20 | Algarve Pro Racing        | Kriton Lendoudis (en)      | 1:40.519 | +7,690  | 21     |
| 20   | LMP3        | 17 | COOL Racing               | Manuel Espírito Santo (en) | 1:41.083 | +8,254  | 23     |
| 21   | LMP3        | 4  | DKR Engineering           | Wyatt Brichacek (en)       | 1:41.545 | +8,716  | 24     |
| 22   | LMP3        | 88 | Inter Europol Competition | Kai Askey                  | 1:41.554 | +8,725  | 25     |
| 23   | LMP3        | 31 | Racing Spirit of Léman    | Antoine Doquin             | 1:41.731 | +8,902  | 26     |
| 24   | LMP3        | 35 | Ultimate                  | Jean-Baptiste Lahaye (de)  | 1:41.841 | +9,012  | 27     |
| 25   | LMP3        | 12 | WTM par Rinaldi Racing    | Óscar Tunjo                | 1:41.885 | +9,056  | 28     |
| 26   | LMP3        | 15 | RLR Msport                | Gaël Julien (en)           | 1:42.117 | +9,288  | 29     |
| 27   | LMP3        | 8  | Team Virage               | Gillian Henrion (en)       | 1:42.220 | +9,391  | 30     |
| 28   | LMP3        | 11 | Eurointernational         | Adam Ali (en)              | 1:42.795 | +9,966  | 31     |
| 29   | LMP2 Pro/Am | 3  | DKR Engineering           | Andres Latorre Canon       | 1:42.992 | +10,163 | 22     |
| 30   | LMP3        | 5  | RLR Msport                | Daniel Ali                 | 1:43.485 | +10,656 | 32     |
| 31   | LMP2        | 23 | United Autosports         | Paul di Resta              | 1:45.874 | +13,045 | 13     |
| 32   | LMGT3       | 59 | Racing Spirit of Léman    | Derek DeBoer               | 1:47.891 | +15,062 | 33     |
| 33   | LMGT3       | 85 | Iron Dames                | Sarah Bovy                 | 1:48.015 | +15,186 | 34     |
| 34   | LMGT3       | 97 | Grid Motorsport by TF     | Martin Berry               | 1:48.091 | +15,262 | 35     |
| 35   | LMGT3       | 50 | Formula Racing            | Johnny Laursen             | 1:48.190 | +15,361 | 36     |
| 36   | LMGT3       | 63 | Iron Lynx                 | Hiroshi Hamaguchi (en)     | 1:48.368 | +15,539 | 37     |
| 37   | LMGT3       | 66 | JMW Motorsport            | Scott Noble                | 1:49.058 | +16,229 | 38     |
| 38   | LMGT3       | 51 | AF Corse                  | Charles-Henri Samani       | 1:49.231 | +16,402 | 39     |
| 39   | LMGT3       | 57 | Kessel Racing             | Takeshi Kimura             | 1:49.443 | +16,614 | 40     |
| 40   | LMGT3       | 86 | GR Racing                 | Michael Wainwright         | 1:49.717 | +16,888 | 41     |
| 41   | LMGT3       | 55 | Spirit of Race            | Duncan Cameron             | 1:50.382 | +17,553 | 42     |
| 42   | LMGT3       | 60 | Proton Competition        | Claudio Schiavoni          | 1:51.498 | +18,669 | 43     |
| 43   | LMP2        | 10 | Vector Sport              | —                          | —        | —       | 14     |

## Course

### Classement de la course
Voici le classement final au terme de la course.
- Les vainqueurs de chaque catégorie sont signalés par un fond jauni.
- Pour la colonne Pneus, il faut passer le curseur au-dessus du modèle pour connaître le manufacturier de pneumatiques.

| Pos                       | Classe      | no                 | Écurie                                                       | Pilotes                                                           | Châssis                            | Pneus | Tours | Temps               |
| Pos                       | Classe      | no                 | Écurie                                                       | Pilotes                                                           | Moteur                             | Pneus | Tours | Temps               |
| ------------------------- | ----------- | ------------------ | ------------------------------------------------------------ | ----------------------------------------------------------------- | ---------------------------------- | ----- | ----- | ------------------- |
| 1                         | LMP2        | 9                  | Iron Lynx – Proton                                           | Jonas Ried Macéo Capietto Matteo Cairoli                          | Oreca 07                           | G     | 114   | 4 h 20 min 02 s 008 |
| 1                         | LMP2        | 9                  | Iron Lynx – Proton                                           | Jonas Ried Macéo Capietto Matteo Cairoli                          | Gibson GK428 4,2 l V8 Atmo         | G     | 114   | 4 h 20 min 02 s 008 |
| 2                         | LMP2        | 25                 | Algarve Pro Racing                                           | Matthias Kaiser Olli Caldwell Alexander Lynn                      | Oreca 07                           | G     | 114   | + 6 s 580           |
| 2                         | LMP2        | 25                 | Algarve Pro Racing                                           | Matthias Kaiser Olli Caldwell Alexander Lynn                      | Gibson GK428 4,2 l V8 Atmo         | G     | 114   | + 6 s 580           |
| 3                         | LMP2        | 34                 | Inter Europol Competition                                    | Oliver Gray Clément Novalak Luca Ghiotto                          | Oreca 07                           | G     | 114   | + 28 s 308          |
| 3                         | LMP2        | 34                 | Inter Europol Competition                                    | Oliver Gray Clément Novalak Luca Ghiotto                          | Gibson GK428 4,2 l V8 Atmo         | G     | 114   | + 28 s 308          |
| 4                         | LMP2        | 65                 | Panis Racing                                                 | Manuel Maldonado Charles Milesi Arthur Leclerc                    | Oreca 07                           | G     | 114   | + 40 s 703          |
| 4                         | LMP2        | 65                 | Panis Racing                                                 | Manuel Maldonado Charles Milesi Arthur Leclerc                    | Gibson GK428 4,2 l V8 Atmo         | G     | 114   | + 40 s 703          |
| 5                         | LMP2        | 14                 | AO par TF                                                    | Jonny Edgar Louis Delétraz Robert Kubica                          | Oreca 07                           | G     | 114   | + 43 s 196          |
| 5                         | LMP2        | 14                 | AO par TF                                                    | Jonny Edgar Louis Delétraz Robert Kubica                          | Gibson GK428 4,2 l V8 Atmo         | G     | 114   | + 43 s 196          |
| 6                         | LMP2        | 23                 | United Autosports                                            | Bijoy Garg (en) Fabio Scherer Paul di Resta                       | Oreca 07                           | G     | 114   | + 47 s 218          |
| 6                         | LMP2        | 23                 | United Autosports                                            | Bijoy Garg (en) Fabio Scherer Paul di Resta                       | Gibson GK428 4,2 l V8 Atmo         | G     | 114   | + 47 s 218          |
| 7                         | LMP2        | 43                 | Inter Europol Competition                                    | Sebastián Álvarez (en) Vladislav Lomko Tom Dillmann               | Oreca 07                           | G     | 114   | + 50 s 048          |
| 7                         | LMP2        | 43                 | Inter Europol Competition                                    | Sebastián Álvarez (en) Vladislav Lomko Tom Dillmann               | Gibson GK428 4,2 l V8 Atmo         | G     | 114   | + 50 s 048          |
| 8                         | LMP2 Pro/Am | 29                 | Richard Mille par TDS                                        | Rodrigo Sales Mathias Beche Grégoire Saucy                        | Oreca 07                           | G     | 114   | + 51 s 579          |
| 8                         | LMP2 Pro/Am | 29                 | Richard Mille par TDS                                        | Rodrigo Sales Mathias Beche Grégoire Saucy                        | Gibson GK428 4,2 l V8 Atmo         | G     | 114   | + 51 s 579          |
| 9                         | LMP2        | 30                 | Duqueine Team                                                | Niels Koolen Jean-Baptiste Simmenauer James Allen                 | Oreca 07                           | G     | 114   | + 1 min 01 s 259    |
| 9                         | LMP2        | 30                 | Duqueine Team                                                | Niels Koolen Jean-Baptiste Simmenauer James Allen                 | Gibson GK428 4,2 l V8 Atmo         | G     | 114   | + 1 min 01 s 259    |
| 10                        | LMP2 Pro/Am | 20                 | Algarve Pro Racing                                           | Kriton Lendoudis (en) Richard Bradley Alex Quinn                  | Oreca 07                           | G     | 114   | + 1 min 02 s 888    |
| 10                        | LMP2 Pro/Am | 20                 | Algarve Pro Racing                                           | Kriton Lendoudis (en) Richard Bradley Alex Quinn                  | Gibson GK428 4,2 l V8 Atmo         | G     | 114   | + 1 min 02 s 888    |
| 11                        | LMP2 Pro/Am | 77                 | Proton Competition                                           | Giorgio Roda Bent Viscaal René Binder                             | Oreca 07                           | G     | 114   | + 1 min 16 s 347    |
| 11                        | LMP2 Pro/Am | 77                 | Proton Competition                                           | Giorgio Roda Bent Viscaal René Binder                             | Gibson GK428 4,2 l V8 Atmo         | G     | 114   | + 1 min 16 s 347    |
| 12                        | LMP2 Pro/Am | 21                 | United Autosports                                            | Daniel Schneider Andrew Meyrick Oliver Jarvis                     | Oreca 07                           | G     | 114   | + 1 min 18 s 825    |
| 12                        | LMP2 Pro/Am | 21                 | United Autosports                                            | Daniel Schneider Andrew Meyrick Oliver Jarvis                     | Gibson GK428 4,2 l V8 Atmo         | G     | 114   | + 1 min 18 s 825    |
| 13                        | LMP2        | 37                 | COOL Racing                                                  | Lorenzo Fluxá Malthe Jakobsen Ritomo Miyata                       | Oreca 07                           | G     | 114   | + 1 min 18 s 943    |
| 13                        | LMP2        | 37                 | COOL Racing                                                  | Lorenzo Fluxá Malthe Jakobsen Ritomo Miyata                       | Gibson GK428 4,2 l V8 Atmo         | G     | 114   | + 1 min 18 s 943    |
| 14                        | LMP2 Pro/Am | 24                 | Nielsen Racing                                               | John Falb Colin Noble Nicholas Yelloly                            | Oreca 07                           | G     | 114   | + 1 min 20 s 450    |
| 14                        | LMP2 Pro/Am | 24                 | Nielsen Racing                                               | John Falb Colin Noble Nicholas Yelloly                            | Gibson GK428 4,2 l V8 Atmo         | G     | 114   | + 1 min 20 s 450    |
| 15                        | LMP2 Pro/Am | 19                 | Team Virage                                                  | Georgios Kolovos Raphaël Narac Tristan Vautier                    | Oreca 07                           | G     | 114   | + 1 min 24 s 806    |
| 15                        | LMP2 Pro/Am | 19                 | Team Virage                                                  | Georgios Kolovos Raphaël Narac Tristan Vautier                    | Gibson GK428 4,2 l V8 Atmo         | G     | 114   | + 1 min 24 s 806    |
| 16                        | LMP2        | 27                 | Nielsen Racing                                               | Benjamin Pedersen (en) William Stevens                            | Oreca 07                           | G     | 114   | + 1 min 25 s 477    |
| 16                        | LMP2        | 27                 | Nielsen Racing                                               | Benjamin Pedersen (en) William Stevens                            | Gibson GK428 4,2 l V8 Atmo         | G     | 114   | + 1 min 25 s 477    |
| 17                        | LMP2        | 22                 | United Autosports                                            | Filip Ugran Marino Sato Benjamin Hanley                           | Oreca 07                           | G     | 114   | + 1 min 27 s 070    |
| 17                        | LMP2        | 22                 | United Autosports                                            | Filip Ugran Marino Sato Benjamin Hanley                           | Gibson GK428 4,2 l V8 Atmo         | G     | 114   | + 1 min 27 s 070    |
| 18                        | LMP2 Pro/Am | 83                 | AF Corse                                                     | François Perrodo Matthieu Vaxivière Alessio Rovera                | Oreca 07                           | G     | 113   | + 1 Tour            |
| 18                        | LMP2 Pro/Am | 83                 | AF Corse                                                     | François Perrodo Matthieu Vaxivière Alessio Rovera                | Gibson GK428 4,2 l V8 Atmo         | G     | 113   | + 1 Tour            |
| 19                        | LMP2        | 10                 | Vector Sport                                                 | Ryan Cullen Stéphane Richelmi Patrick Pilet                       | Oreca 07                           | G     | 110   | + 4 Tours           |
| 19                        | LMP2        | 10                 | Vector Sport                                                 | Ryan Cullen Stéphane Richelmi Patrick Pilet                       | Gibson GK428 4,2 l V8 Atmo         | G     | 110   | + 4 Tours           |
| 20                        | LMP3        | 8                  | Team Virage                                                  | Julien Gerbi Bernardo Pinheiro (en) Gillian Henrion (en)          | Ligier JS P320                     | M     | 110   | + 4 Tours           |
| 20                        | LMP3        | 8                  | Team Virage                                                  | Julien Gerbi Bernardo Pinheiro (en) Gillian Henrion (en)          | Nissan VK56 5,6 l V8 Atmo          | M     | 110   | + 4 Tours           |
| 21                        | LMP3        | 15                 | RLR Msport                                                   | Michael Jensen Nick Adcock Gaël Julien (en)                       | Ligier JS P320                     | M     | 110   | + 4 Tours           |
| 21                        | LMP3        | 15                 | RLR Msport                                                   | Michael Jensen Nick Adcock Gaël Julien (en)                       | Nissan VK56 5,6 l V8 Atmo          | M     | 110   | + 4 Tours           |
| 22                        | LMP3        | 88                 | Inter Europol Competition                                    | Alexander Bukhantsov Kai Askey Pedro Perino                       | Ligier JS P320                     | M     | 109   | + 5 Tours           |
| 22                        | LMP3        | 88                 | Inter Europol Competition                                    | Alexander Bukhantsov Kai Askey Pedro Perino                       | Nissan VK56 5,6 l V8 Atmo          | M     | 109   | + 5 Tours           |
| 23                        | LMP3        | 31                 | Racing Spirit of Léman                                       | Jacques Wolff Jean-Ludovic Foubert Antoine Doquin                 | Ligier JS P320                     | M     | 109   | + 5 Tours           |
| 23                        | LMP3        | 31                 | Racing Spirit of Léman                                       | Jacques Wolff Jean-Ludovic Foubert Antoine Doquin                 | Nissan VK56 5,6 l V8 Atmo          | M     | 109   | + 5 Tours           |
| 24                        | LMP3        | 35                 | Ultimate                                                     | Louis Stern Jean-Baptiste Lahaye (de) Matthieu Lahaye             | Ligier JS P320                     | M     | 109   | + 5 Tours           |
| 24                        | LMP3        | 35                 | Ultimate                                                     | Louis Stern Jean-Baptiste Lahaye (de) Matthieu Lahaye             | Nissan VK56 5,6 l V8 Atmo          | M     | 109   | + 5 Tours           |
| 25                        | LMP3        | 12                 | WTM par Rinaldi Racing                                       | Torsten Kratz Leonard Weiss Óscar Tunjo                           | Duqueine M30-D08                   | M     | 109   | + 5 Tours           |
| 25                        | LMP3        | 12                 | WTM par Rinaldi Racing                                       | Torsten Kratz Leonard Weiss Óscar Tunjo                           | Nissan VK56 5,6 l V8 Atmo          | M     | 109   | + 5 Tours           |
| 26                        | LMP3        | 11                 | Eurointernational                                            | Matthew Bell Adam Ali (en)                                        | Ligier JS P320                     | M     | 109   | + 5 Tours           |
| 26                        | LMP3        | 11                 | Eurointernational                                            | Matthew Bell Adam Ali (en)                                        | Nissan VK56 5,6 l V8 Atmo          | M     | 109   | + 5 Tours           |
| 27                        | LMP3        | 5                  | RLR Msport                                                   | James Dayson Daniel Ali Bailey Voisin (en)                        | Ligier JS P320                     | M     | 108   | + 6 Tours           |
| 27                        | LMP3        | 5                  | RLR Msport                                                   | James Dayson Daniel Ali Bailey Voisin (en)                        | Nissan VK56 5,6 l V8 Atmo          | M     | 108   | + 6 Tours           |
| 28                        | LMGT3       | 57                 | Kessel Racing                                                | Takeshi Kimura Esteban Masson Daniel Serra                        | Ferrari 296 LMGT3                  | G     | 107   | + 7 Tours           |
| 28                        | LMGT3       | 57                 | Kessel Racing                                                | Takeshi Kimura Esteban Masson Daniel Serra                        | Ferrari F163 3,0 L V6 Turbo        | G     | 107   | + 7 Tours           |
| 29                        | LMGT3       | 97                 | Grid Motorsport par TF                                       | Martin Berry Lorcan Hanafin Jonathan Adam                         | Aston Martin Vantage AMR LMGT3     | G     | 107   | + 7 Tours           |
| 29                        | LMGT3       | 97                 | Grid Motorsport par TF                                       | Martin Berry Lorcan Hanafin Jonathan Adam                         | Aston Martin M177 4,0 L V8 Turbo   | G     | 107   | + 7 Tours           |
| 30                        | LMGT3       | 50                 | Formula Racing                                               | Johnny Laursen (en) Conrad Laursen Nicklas Nielsen                | Ferrari 296 LMGT3                  | G     | 107   | + 7 Tours           |
| 30                        | LMGT3       | 50                 | Formula Racing                                               | Johnny Laursen (en) Conrad Laursen Nicklas Nielsen                | Ferrari F163 3,0 L V6 Turbo        | G     | 107   | + 7 Tours           |
| 31                        | LMGT3       | 51                 | AF Corse                                                     | Charles-Henri Samani Emmanuel Collard Nicolás Varrone (en)        | Ferrari 296 LMGT3                  | G     | 107   | + 7 Tours           |
| 31                        | LMGT3       | 51                 | AF Corse                                                     | Charles-Henri Samani Emmanuel Collard Nicolás Varrone (en)        | Ferrari F163 3,0 L V6 Turbo        | G     | 107   | + 7 Tours           |
| 32                        | LMGT3       | 59                 | Racing Spirit of Léman                                       | Derek DeBoer Casper Stevenson (en) Valentin Hasse-Clot (de)       | Aston Martin Vantage AMR LMGT3     | G     | 107   | + 7 Tours           |
| 32                        | LMGT3       | 59                 | Racing Spirit of Léman                                       | Derek DeBoer Casper Stevenson (en) Valentin Hasse-Clot (de)       | Aston Martin M177 4,0 L V8 Turbo   | G     | 107   | + 7 Tours           |
| 33                        | LMGT3       | 66                 | JMW Motorsport                                               | Scott Noble Jason Hart Ben Tuck                                   | Ferrari 296 LMGT3                  | G     | 107   | + 7 Tours           |
| 33                        | LMGT3       | 66                 | JMW Motorsport                                               | Scott Noble Jason Hart Ben Tuck                                   | Ferrari F163 3,0 L V6 Turbo        | G     | 107   | + 7 Tours           |
| 34                        | LMGT3       | 85                 | Iron Dames                                                   | Sarah Bovy Rahel Frey Michelle Gatting                            | Porsche 911 GT3 R LMGT3            | G     | 107   | + 7 Tours           |
| 34                        | LMGT3       | 85                 | Iron Dames                                                   | Sarah Bovy Rahel Frey Michelle Gatting                            | Porsche M97/80 4,2 L Flat Six Atmo | G     | 107   | + 7 Tours           |
| 35                        | LMGT3       | 86                 | GR Racing                                                    | Michael Wainwright Riccardo Pera Davide Rigon                     | Ferrari 296 LMGT3                  | G     | 106   | + 8 Tours           |
| 35                        | LMGT3       | 86                 | GR Racing                                                    | Michael Wainwright Riccardo Pera Davide Rigon                     | Ferrari F163 3,0 L V6 Turbo        | G     | 106   | + 8 Tours           |
| 36                        | LMGT3       | 63                 | Iron Lynx                                                    | Hiroshi Hamaguchi (en) Axcil Jefferies Andrea Caldarelli          | Lamborghini Huracan LMGT3 Evo2     | G     | 105   | + 9 Tours           |
| 36                        | LMGT3       | 63                 | Iron Lynx                                                    | Hiroshi Hamaguchi (en) Axcil Jefferies Andrea Caldarelli          | Lamborghini DGF 5,2 L V10 Atmo     | G     | 105   | + 9 Tours           |
| 37                        | LMP2        | 47                 | COOL Racing                                                  | Carl Bennett Ferdinand Habsburg Frederik Vesti                    | Oreca 07                           | G     | 85    | + 29 Tours          |
| 37                        | LMP2        | 47                 | COOL Racing                                                  | Carl Bennett Ferdinand Habsburg Frederik Vesti                    | Gibson GK428 4,2 l V8 Atmo         | G     | 85    | + 29 Tours          |
| Non classé                |             |                    |                                                              |                                                                   |                                    |       |       |                     |
|                           | LMP3        | 4                  | DKR Engineering                                              | Alexander Mattschull (de) Wyatt Brichacek (en) Guilherme Oliveira | Duqueine M30-D08                   | M     | 69    |                     |
| Nissan VK56 5,6 l V8 Atmo | LMP3        | 4                  | DKR Engineering                                              | Alexander Mattschull (de) Wyatt Brichacek (en) Guilherme Oliveira |                                    | M     | 69    |                     |
| LMP3                      | 17          | COOL Racing        | Miguel Cristóvão Cédric Oltramare Manuel Espírito Santo (en) | Ligier JS P320                                                    | M                                  | 68    |       |                     |
| LMP3                      | 17          | COOL Racing        | Miguel Cristóvão Cédric Oltramare Manuel Espírito Santo (en) | Nissan VK56 5,6 l V8 Atmo                                         | M                                  | 68    |       |                     |
| LMGT3                     | 60          | Proton Competition | Claudio Schiavoni Matteo Cressoni Julien Andlauer            | Porsche 911 GT3 R LMGT3                                           | G                                  | 60    |       |                     |
| LMGT3                     | 60          | Proton Competition | Claudio Schiavoni Matteo Cressoni Julien Andlauer            | Porsche M97/80 4,2 L Flat Six Atmo                                | G                                  | 60    |       |                     |
| LMP2                      | 28          | IDEC Sport         | Nicolás Pino Reshad de Gerus Job van Uitert                  | Oreca 07                                                          | G                                  | 50    |       |                     |
| LMP2                      | 28          | IDEC Sport         | Nicolás Pino Reshad de Gerus Job van Uitert                  | Gibson GK428 4,2 l V8 Atmo                                        | G                                  | 50    |       |                     |
| LMGT3                     | 55          | Spirit of Race     | Duncan Cameron David Perel Matthew Griffin                   | Ferrari 296 LMGT3                                                 | G                                  | 46    |       |                     |
| LMGT3                     | 55          | Spirit of Race     | Duncan Cameron David Perel Matthew Griffin                   | Ferrari F163 3,0 L V6 Turbo                                       | G                                  | 46    |       |                     |
| LMP2 Pro/Am               | 3           | DKR Engineering    | Andres Latorre Canon Cem Bölükbaşı Laurents Hörr             | Oreca 07                                                          | G                                  | 6     |       |                     |
| LMP2 Pro/Am               | 3           | DKR Engineering    | Andres Latorre Canon Cem Bölükbaşı Laurents Hörr             | Gibson GK428 4,2 l V8 Atmo                                        | G                                  | 6     |       |                     |

## Pole position et record du tour
- Pole position :
- Meilleur tour en course :

## À noter
- Longueur du circuit :
- Distance parcourue par les vainqueurs :